# Wojciech Janus
Wojciech Janus (ur. 5 października 1983 w Tarnowie, zm. 2 listopada 2013 w Schwarzau am Steinfeld), znany również jako Ikaroz, 23, Hemodope – polski muzyk, kompozytor, wokalista, fotograf. Wojciech Janus znany jest przede wszystkim z występów w zespole Stillborn, którego był członkiem w latach 2004-2009. Wraz z grupą nagrał trzy albumy studyjne. W latach 2011–2013 był basistą formacji Blaze of Perdition. Występował ponadto w takich zespołach jak Hypnos, Seminarist, Viatic, Ingenium, Incineration i Kriegsmaschine.
Muzyk zmarł 2 listopada 2013 roku w wyniku odniesionych obrażeń podczas wypadku samochodowego na autostradzie w Schwarzau am Steinfeld w Austrii. Muzyk podróżował wraz z  zespołem Blaze of Perdition w ramach trasy koncertowej.

## Dyskografia
- Stillborn – Satanas el Grande (2004, Pagan Records)[5]
- Stillborn – Manifiesto de Blasfemia (2007, Pagan Records)[6]
- Stillborn – Esta Rebelión Es Eterna (2008, Dissonance Records)[7]
- Kriegsmaschine – Transfigurations (2010, split z Infernal War, Malignant Voices)[8]
- Blaze of Perdition – 418 – ATh IAV (2013, split z Devathorn, Third Eye Temple)[9]